# Cembrit
Die Cembrit Holding A/S ist mit über 25 Millionen produzierten Quadratmetern einer der großen europäischen Hersteller von Fassaden- und Bautafeln sowie von Wellplatten aus Faserzement. Das Unternehmen bietet Systeme für die Gestaltung von Fassaden, für Dacheindeckungen, für die Bekleidung von Innenwänden sowie Funktionstafeln für diverse Baukonstruktionen. Der Vertrieb in Deutschland erfolgt über die 2017 gegründete Cembrit GmbH mit Sitz in Düsseldorf und den Baustoff- bzw. den Bedachungsfachhandel.

## Geschichte
Im Jahr 1910 erteilte der russische Zar dem dänischen Unternehmen FLSmidth & Co. den Auftrag, drei Anlagen für die Verarbeitung von Faserzement zu bauen. Die Russische Revolution verhinderte des Versand der Anlagen. Eine der verpackten Anlagen stand 13 Jahre lang im Lager von FLSmidth & Co., bis sich das Unternehmen entschloss, ein eigenes Tochterunternehmen zu gründen, das sich mit der Produktion von Faserzementtafeln befassen sollte. Die Dansk Eternit-Fabrik in der Stadt Aalborg begann 1927 mit der Produktion.
1938 wurde erstmals der Name „Cembrit“ als Marke für die damals kleinen Exportaktivitäten des Unternehmens eingeführt. Er leitet sich ab vom Begriff Cimbri, dem Namen eines Nomadenstammes aus Norddänemark, der um 100 v. Chr. große Teile Europas eroberte. 
Bis in die 1980er Jahre hinein übernahm die Dansk-Eternit Fabrik eine Reihe anderer Faserzement-Hersteller und -Distributoren. Die Umfirmierung in Cembrit A/S erfolgte 2008.
2014 übernahm die schwedische SoLiX Group AB die Cembrit Holding A/S. Weltweit beschäftigt die Cembrit Holding A/S über 1.500 Mitarbeiter und Tochtergesellschaften in 20 Ländern. Ihre Zentrale ist nach wie vor im dänischen Aalborg ansässig.
2023 wurde die Cembrit Holding A/S von der zur Swisspor Holding gehörenden Swisspearl Group AG übernommen.

## Produktion
Die Cembrit A/S betreibt Werke in Finnland, Tschechien, Ungarn und Polen.